# 栗生锐
栗生锐（1979年5月—），辽宁本溪人，满族，中国共产党党员。中华人民共和国政治人物、第十三届全国人民代表大会辽宁地区代表。中国航发沈阳黎明航空发动机公司操作工。

## 生平
2018年2月24日，当选为第十三届全国人大代表。

## 所獲榮譽
- 2009年，全国五一劳动奖章。
- 2016年，沈阳市特等劳动模范[5]。
- 第十四届中华技能大奖[6]。